# Anthony Reyes
Anthony Reyes, né le 16 octobre 1981 à Downey (Californie), est un joueur mexicain de baseball évoluant en Ligue majeure de baseball avec les Padres de San Diego. Ce lanceur partant a remporté les Séries mondiales en 2006 avec les Cardinals de Saint-Louis. Il manque l'intégralité de la saison 2010 sur blessure.

## Carrière
Lycéen, Anthony Reyes porte les couleurs du California High à Whittier (Californie) en baseball et football américain. Devenu étudiant à University of Southern California, il s'illustre avec les USC Trojans en compilant records et sélections NCAA.
Drafté le 3 juin 2003 par les Cardinals de Saint-Louis, il passe deux ans en Ligues mineures avant d'effectuer ses débuts en Ligue majeure le 9 août 2005. 
En 2006, il est présent sur le monticule comme lanceur partant à l'occasion d'un match gagnant de World Series contre les Detroit Tigers. Les Cardinals enlèvent la série.
Reyes connait des difficultés en 2007. Il prend part à 22 matches, dont 20 comme lanceur partant, avec 2 victoires pour 14 défaites et une moyenne de points mérités de 6,07. La situation devient tendue entre Reyes et l'encadrement des Cardinals.
Utilisé comme lanceur de relève au début de la saison 2008, il est échangé aux Cleveland Indians le 26 juillet 2008 et dispute six matches comme lanceur partant pour les Indians en fin de saison 2008 pour deux victoires et une défaite.
Après un début de saison 2009 poussif, Reyes est placé dès le 23 mai sur la liste des blessés. Il y passe le reste de la saison. À l'issue de la saison, il signe un contrat de Ligues mineures avec les Indians.
Après une intervention chirurgicale à l'épaule, Reyes est absent du jeu en 2010, n'effectuant qu'un très petit nombre de départs en ligue mineure. En novembre 2010, les Indians lui font cependant signer un nouveau contrat mais le même scénario se répète dans la saison qui suit. En mai 2012, il rejoint les Padres de San Diego.

## Statistiques
| Saison | Équipe    | G  | GS | CG | SHO | V  | D  | SV | IP    | SO  | ERA  |
| ------ | --------- | -- | -- | -- | --- | -- | -- | -- | ----- | --- | ---- |
| 2005   | St-Louis  | 4  | 1  | 0  | 0   | 1  | 1  | 0  | 13.1  | 12  | 2,70 |
| 2006   | St-Louis  | 17 | 17 | 1  | 0   | 5  | 8  | 0  | 85.1  | 72  | 5,06 |
| 2007   | St-Louis  | 22 | 20 | 1  | 0   | 2  | 14 | 0  | 107.1 | 74  | 6,04 |
| 2008   | St-Louis  | 10 | 0  | 0  | 0   | 2  | 1  | 1  | 14.2  | 10  | 4,91 |
| 2008   | Cleveland | 6  | 6  | 0  | 0   | 2  | 1  | 0  | 34.1  | 15  | 1,83 |
| 2009   | Cleveland | 8  | 8  | 0  | 0   | 1  | 1  | 0  | 38.1  | 22  | 6,57 |
| Totaux | Totaux    | 67 | 52 | 2  | 0   | 13 | 26 | 1  | 293.1 | 205 | 5,12 |

| Saison | Équipe   | G | GS | CG | SHO | V | D | SV | IP   | SO | ERA  |
| ------ | -------- | - | -- | -- | --- | - | - | -- | ---- | -- | ---- |
| 2006   | St-Louis | 2 | 2  | 0  | 0   | 1 | 0 | 0  | 12.1 | 8  | 3,00 |
| Totaux | Totaux   | 2 | 2  | 0  | 0   | 1 | 0 | 0  | 12.1 | 8  | 3,00 |

Note : G = Matches joués ; GS = Matches comme lanceur partant ; CG = Matches complets ; SHO = Blanchissages ; 
V = Victoires ; D = Défaites ; SV = Sauvetages ; IP = Manches lancées ; SO = Retraits sur des prises ; ERA = Moyenne de points mérités.